# Грб Бутана
Грб Бутана је званични хералдички симбол државе Краљевина Бутан. Грб садржи многе симболе из будизма, али и неке елементе са националне заставе.
Амблем са састоји од круга унутар којег се налазе многи будистички симболи попут лотоса, драгог камења и златних змајева. Стилизоване муње у амблему симбол су хармоније између световне и религијске снаге, лотос је симбол чистоће, драги камен представља снагу и моћ владара. Присутне боје у амблему су златна, црвена и ружичаста.